# Luis Antonio Moreno
Luis Antonio Moreno (Jamundí, 25 december 1970) is een voormalig profvoetballer uit Colombia, die speelde als verdediger gedurende zijn carrière.

## Clubcarrière
Moreno speelde twaalf jaar profvoetbal in zijn vaderland Colombia en kwam achtereenvolgens uit voor América de Cali en Deportes Tolima.

## Interlandcarrière
Moreno kwam twintig uit voor het Colombiaans voetbalelftal in de periode 1992–1998. Onder leiding van interim-bondscoach Humberto Ortíz maakte hij zijn debuut op 31 juli 1992 in het vriendschappelijke duel in en tegen de Verenigde Staten (1-0), net als Adolfo Valencia (Independiente Santa Fe), Eddy Villaraga (Independiente Medellín) en Robert Villamizar (Atlético Bucaramanga). Moreno nam met zijn vaderland deel aan het WK voetbal 1998 en de strijd om de Copa América 1997.

## Erelijst
América de Cali
- Copa Mustang

1990, 1992